# Epichnopterix sudetica
Epichnopterix sudetica är en fjärilsart som beskrevs av Skal 1929. Epichnopterix sudetica ingår i släktet Epichnopterix och familjen säckspinnare. Inga underarter finns listade i Catalogue of Life.